# Grand Port

Distriktets läge.

Distriktet Grand Port är ett av önationen Mauritius nio distrikt. Distriktet ligger på öns sydöstra del.

## Geografi
Distriktet har en yta på cirka 261 km² och är det näst största till ytan. Befolkningen uppgår till cirka 113 000 invånare. Befolkningstätheten är 432 invånare / km².
Inom distriktet ligger bland andra orten Beau Vallon, ön Île aux Aigrettes och öns enda internationella flygplats.

## Förvaltning
Distriktet förvaltas av en chairperson och ISO 3166-2 koden är "MU-GP". Huvudorten är Rose-Belle, största orten är Mahébourg.
Distriktet är underdelad i 24 municipalities.